# Macratria robustior
Macratria robustior is een keversoort uit de familie snoerhalskevers (Anthicidae). De wetenschappelijke naam van de soort is voor het eerst geldig gepubliceerd in 1923 door Annam Pic.